# The Autumn Stone
The Autumn Stone é uma coletânea da banda de rock britânica Small Faces. Foi lançada em LP duplo pela Immediate no final de 1969, quando a banda já havia acabado e a gravadora estava em processo de falência.

## Faixas
Disco um
1. "Here Come the Nice"
2. "The Autumn Stone"
3. "Collibosher"
4. "All or Nothing"
5. "Red Balloon"
6. "Call It Something Nice"
7. "Lazy Sunday"
8. "I Can't Make It"
9. "Afterglow (Of Your Love)"
10. "Sha-La-La-La-Lee"
11. "The Universal"

Disco dois
1. "Rollin' Over"
2. "If I Were A Carpenter"
3. "Every Little Bit Hurts"
4. "My Mind's Eye"
5. "Tin Soldier"
6. "Just Passing"
7. "Itchycoo Park"
8. "Hey Girl"
9. "Wide Eyed Girl On The Wall"
10. "Whatcha Gonna Do About It"
11. "Wham Bam Thank You Mam" (Alternate Mix)